# ヴィクトル・ジュール・ルバスール
ヴィクトル・ジュール・ルバスール（仏：Victor Jules Levasseur、1800年12月8日 - 1870年2月8日）は、フランスの地理学者、地図製作者。
19世紀半ばから地籍調査に従事し、美麗な意匠の地図を製作するほか、パリ市所属の地理学者および測量技師 (フランス)として活動した。

## 経歴
ヴィクトル・ジュール・ルバスールは1800年12月8日にカーンで生まれた。父親のヴィクトル・ガブリエル・ルバスールはフランス第一帝政の軍人で、彼が生まれた年に准将に昇進した。彼はエコール・ポリテクニークで教育を受け、パリ市所属の地理学者、測量技師としてフランスとその代表的な植民地であるアメリカ、アフリカ、アジアの86（1859年以降は89）の部門とその所有物のアトラス（地図）を製作した。彼はレジオンドヌール勲章の司令官に任命され、1870年2月8日にパリで死去した。彼の息子であるピエール・エミール・ルバスールは歴史家、経済学者、地理学者で、コレージュ・ド・フランスの校長も務めた。今日では、ヴィクトル・ジュール・ルバスールが製作した地図は地理情報の確度よりも、図面の周囲にある特徴的な意匠において高く評価されている。

## 地図解説

### フランスの地図
19世紀の貴重な証言となる境界線と国境線に手彩色が施された（1859年版まで）地図は、統計・歴史的記録と部門のデータが植民地の特徴的な版画で囲まれている。これらの地図には道路、鉄道、水路が描かれており、部門は行政区、州、コミューンに分かれている。製作作業はカダストレ (日本における地籍に相当する）、コープ・デ・ポン・デ・オー・エ・デ・フォレ（フランスの橋・水・森の調査開発部門）、デポ・デ・ラ・グエル（フランスの軍事目的による地図製作部門）の情報をもとに進められた。この地図は役所で幅広く使用され、1842年から1872年にかけて3つの異なる出版社からおよそ20回印刷された。ビネット社が1842年から1844年まで、アマブル・コンベット社が1843年から1858年まで（パシャミネリー通りにある印刷所が15種の地図に記載されている）、同社の破産後はフェリテ・ペリシエ社が1859年から1872年まで印刷した。しかし、この地図は1860年のサヴォイア公国およびニース郡のフランス併合、普仏戦争後における1871年のテリトワール・ド・ベルフォール県の創設などの地政学的な混乱にもかかわらず、多くの地理的変更点が見られない。その大きな理由は1845年以降、ルバスールが地図の改訂に消極的であったためである。その一方で、1847年から1872年にかけて、地図の約半分の装飾的な境界線と統計情報が変更されている。地図の周囲には各部門の風景、特産品、著名な出身者または関連人物の肖像が芸術的かつ精巧な版画で示され、左右には統計と歴史を解説した短いテキストが記載されている。以下、ここに例として6点の地図を掲げ、版画で描写された主な情報を記す。前述したとおり、地図を含む各データは必ずしも発行当時の最新情報が反映されたものではない。

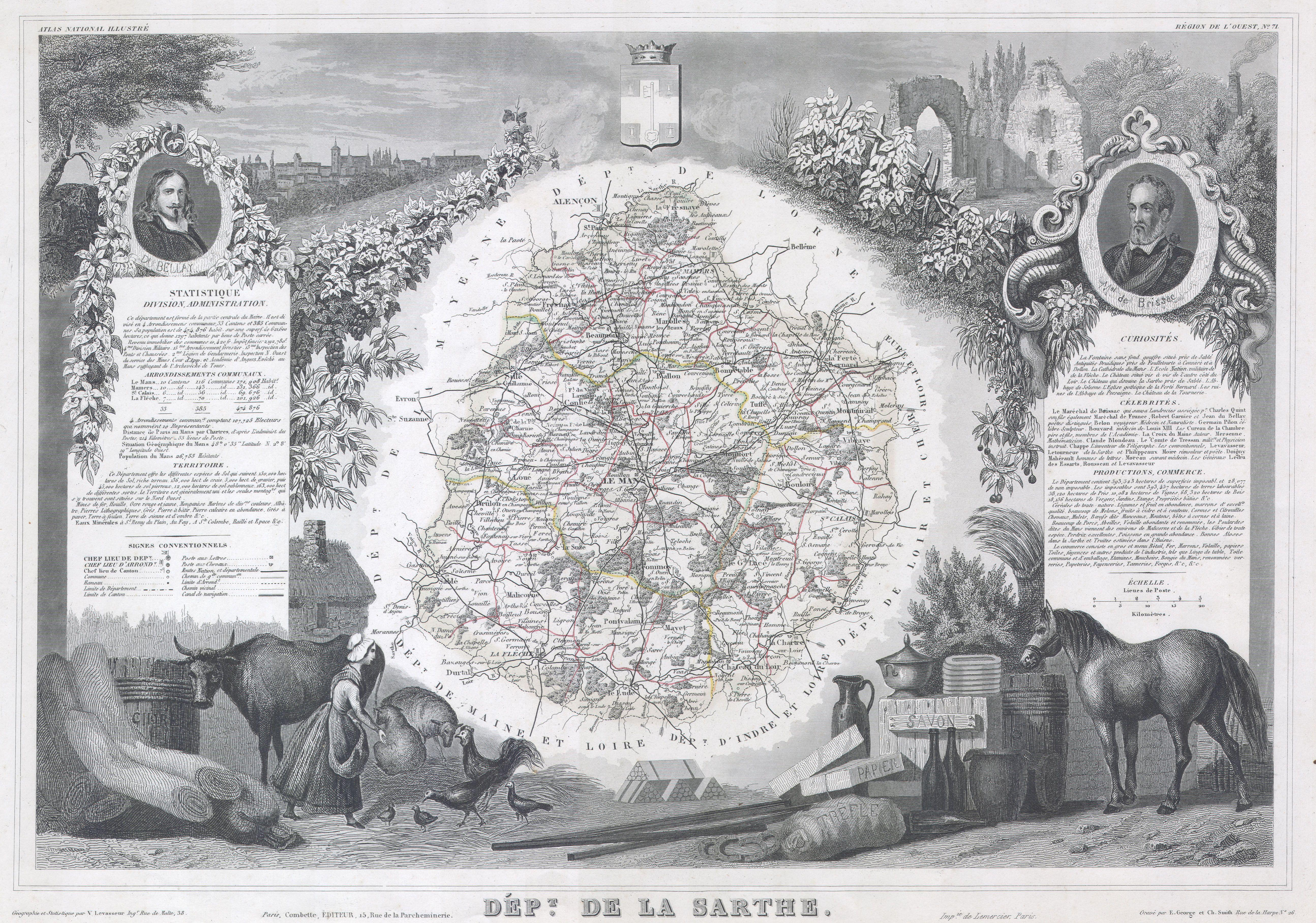
サルト県 (1847年発行)
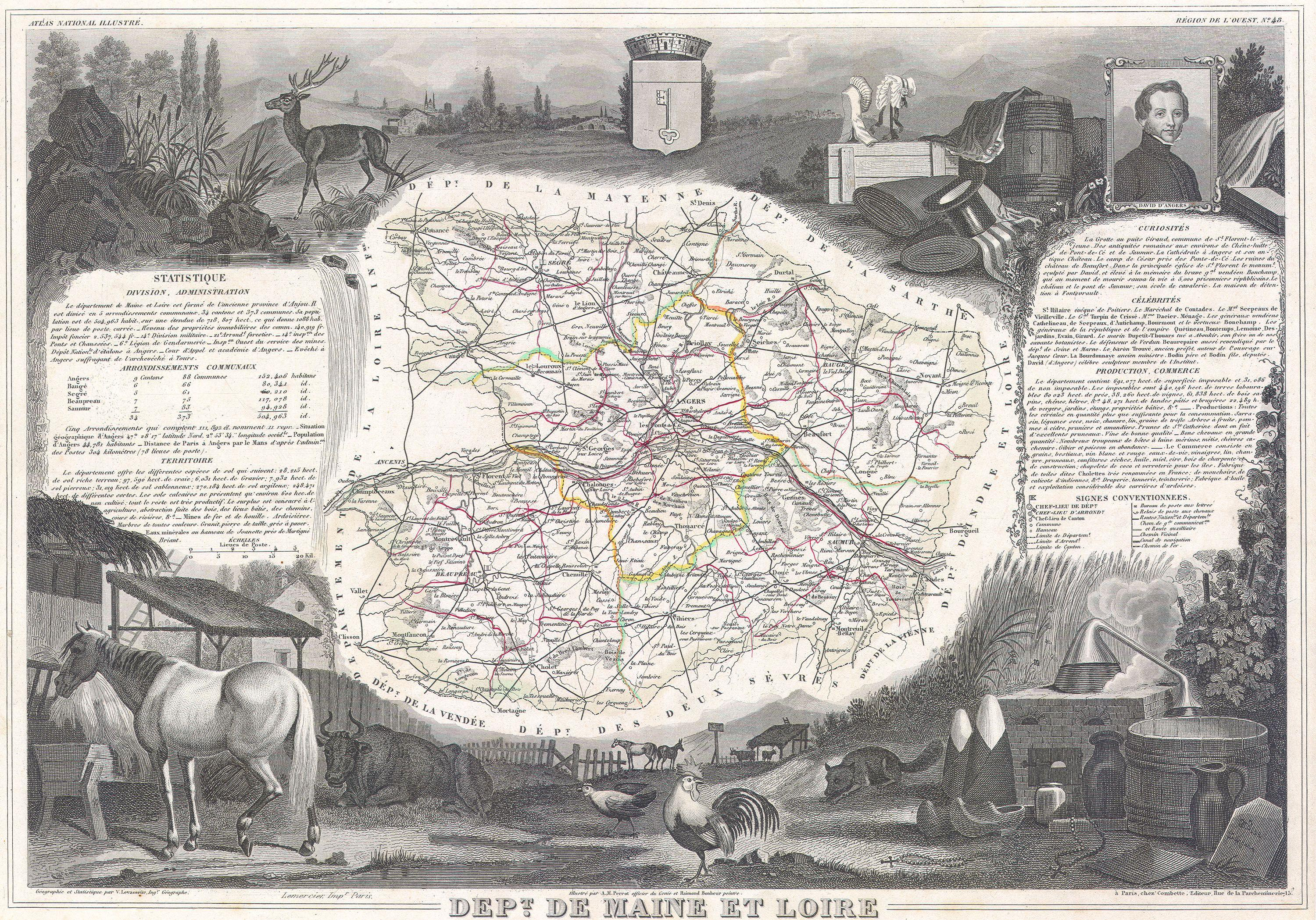
メーヌ＝エ＝ロワール県
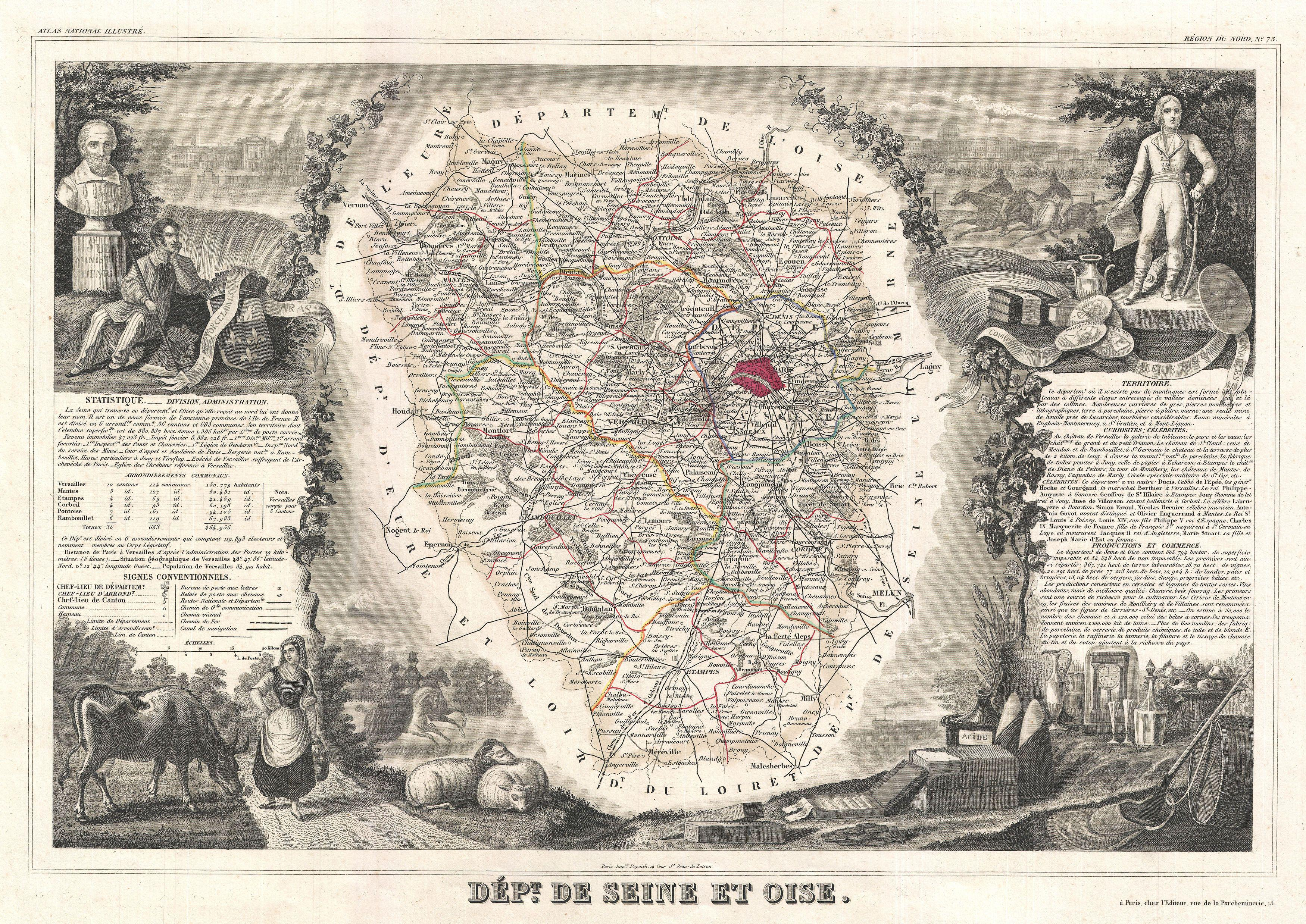
セーヌ＝エ＝オワーズ県

ジャニエールやコトー＝デュ＝ロワールなどのワインの産地であり、ヨーロッパワインのオーク樽の製造でも知られる。肖像画の左側の人物はル・マンに寄せる作品を書いた、詩人のジョアシャン・デュ・ベレー、右側の人物はフランス元帥、シャルル1世・ド・コッセ。
- メーヌ＝エ＝ロワール県 (1847年発行)

農業、酒造、狩猟が盛んである。右下の器具は酒類の蒸留装置を示している。肖像画の人物は首都アンジェ出身の彫刻家、ダヴィッド・ダンジェ。

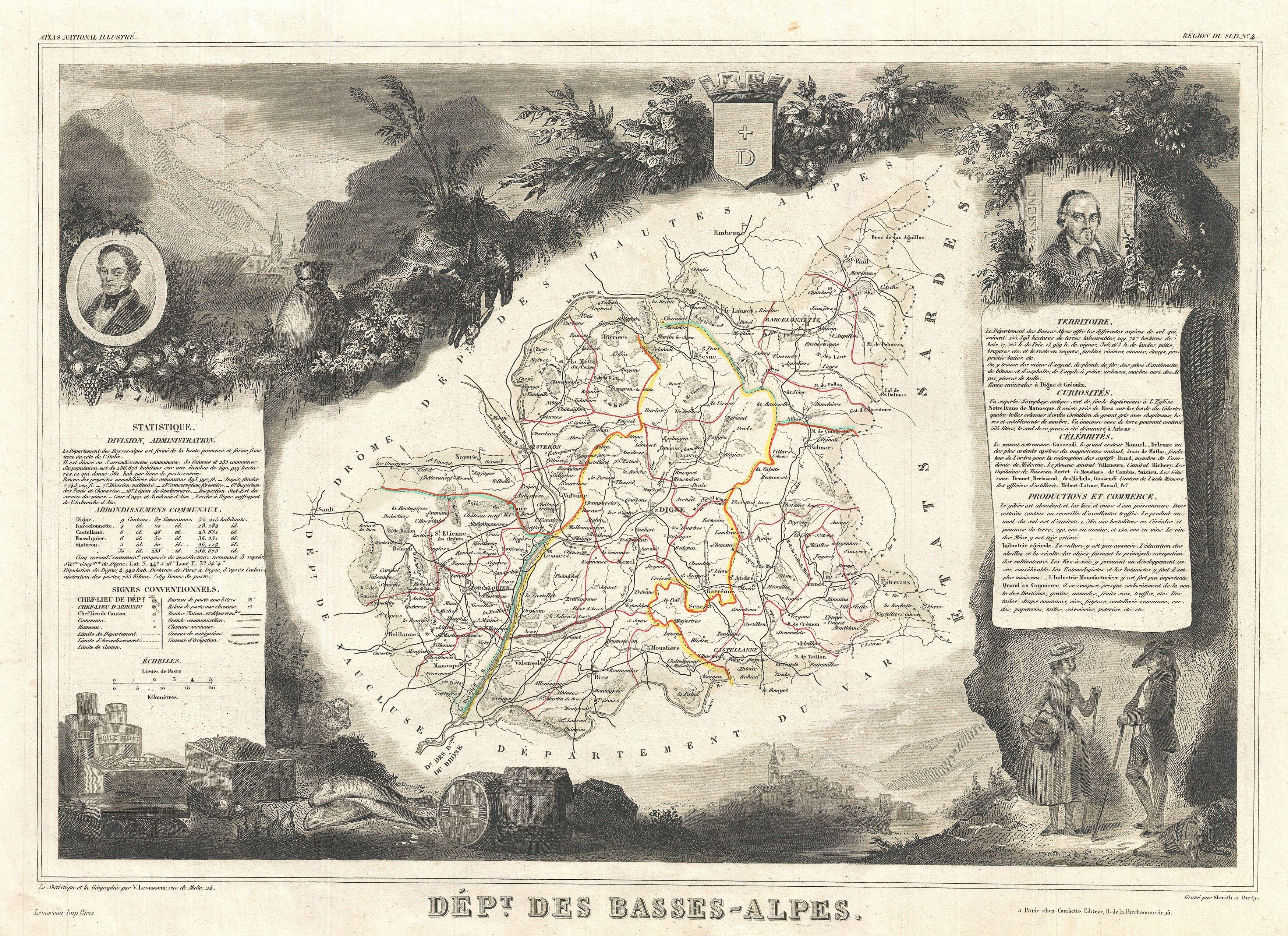
バス・ザルプ県
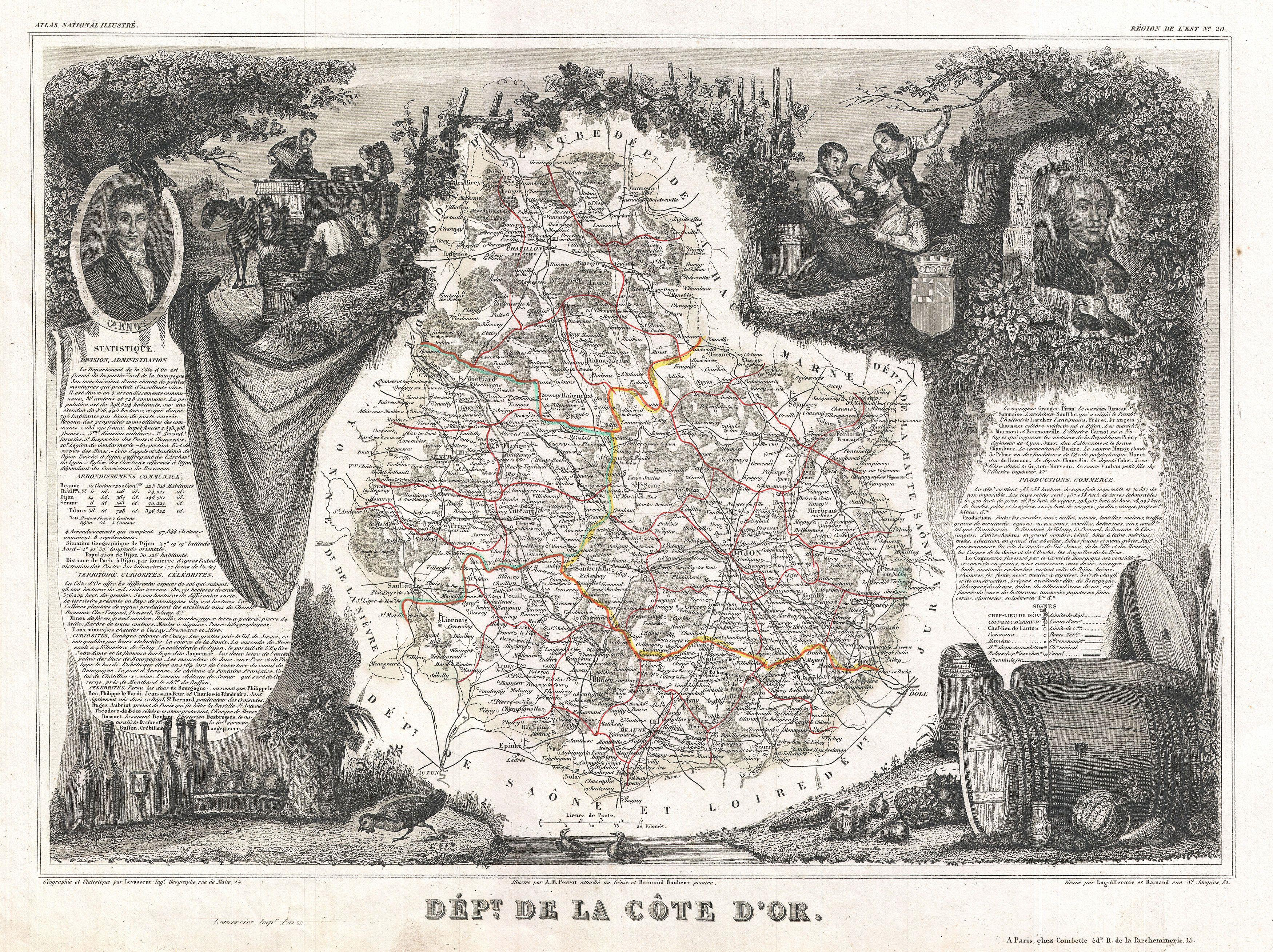
セーヌ＝エ＝オワーズ県 (1852年発行)
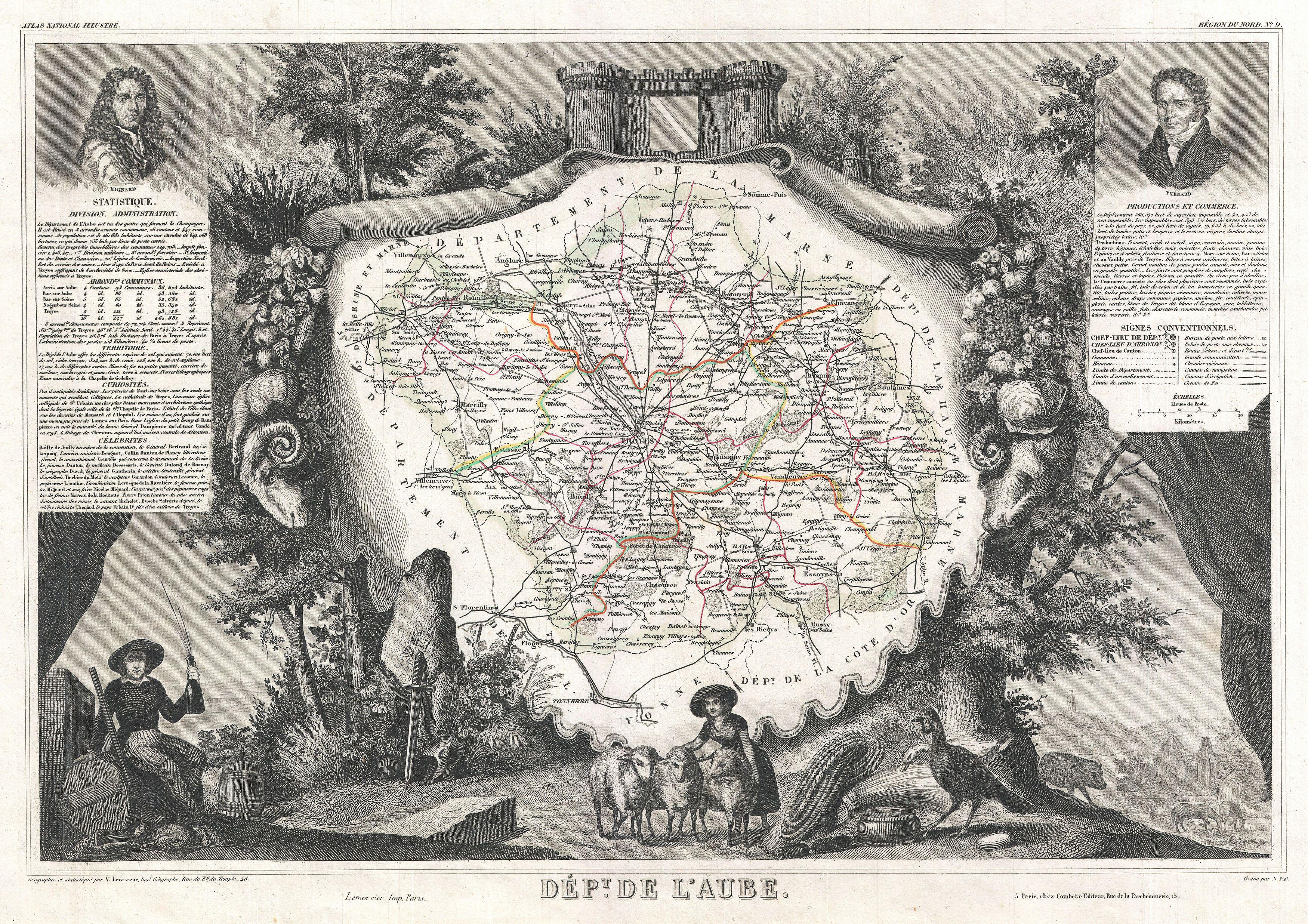
オーブ県

この部門は1790年3月4日に発足し、1968年に廃止された。首都はヴェルサイユである。7月王政の浪費を示した金貨や贅沢な時計、競馬場が見える。地図の右側に赤紫で色別されたパリには城壁や1848年に完成した要塞が示される。彫像の人物は、左側がアンリ4世の顧問、マクシミリアン・ド・ベトゥヌ、右側の人物はフランス革命期の軍人、ルイ＝ラザール・オッシュ。
- サルト県
- メーヌ＝エ＝ロワール県
- セーヌ＝エ＝オワーズ県

- バス・ザルプ県
- コート＝ドール県
- オーブ県

- バス・ザルプ県 (1852年発行)

1794年3月4日に発足し、数度の割譲を経て1970年4月13日にアルプ＝ド＝オート＝プロヴァンス県に改称された。プロヴァンスの山谷地帯を含み、オリーブ・オイルや果物、魚が描かれている。肖像画の左側の人物は弁護士で政治家のジャック＝アントワーヌ・マニュエル、右側の人物は物理学者のピエール・ガッサンディ。
- コート＝ドール県 (1852年発行)

ブルゴーニュ地方の入口に位置し、版画で示されているように、フランス最高のワインの産地のひとつとして知られる。肖像画の人物は左側がブルゴーニュ出身の軍人で数学者のラザール・カルノー、右側の人物は同県出身の博物学者、ジョルジュ＝ルイ・ルクレール・ド・ビュフォン。
- オーブ県 (1852年発行)

シャンパーニュ地方に属し、シャンパンと塩蔵された柔らかいチーズ「シャウルス」(左下に示されている) の生産で知られる。肖像画の人物は左側が同県出身の画家、ピエール・ミニャールで、兄のニコラも同地出身の画家である。右側の人物はシャンパーニュ出身の化学者、ルイ・テナール。

### 世界地図
Atlas Universel Illustré（アトラス・ウニヴェルセル・イリュストレ、図解：世界地図）と題する6つの地図は、1845年の初版以来、フランスの地図、” l'Atlas National Illustré de la France”にも含まれている。この地図はヨーロッパ、アフリカ、アジア、南北のアメリカ、オセアニアの6部門からなる。これらはフランスの86または89の部門の地図と同じく、装飾的な意匠に囲まれている。なお、オセアニアを除くほとんどすべての地図には《地理学者・技術者、V・ルバスールによる統計と地理》と記載され、1840年から1845年までの多くの地図の初版にはパリにおける彼の住所（コンベット版は1845年発行の完全版に「マルテ通り24番」とある）が記されている。地図のビネットはそのほとんどが版画家のフレデリック＝ギヨーム・ラギレルミー（Frédéric-Guillaume Laguillermie、1805-1870年）によるもので、サン＝ジャック通り82番にあるレイノー社（Rainaud）で製作された。リトグラフは53cm×32cmの厚い紙に印刷され、はじめは大きなフォリオ判か、羊革製のタブに貼り付けたハーフ・フォリオ判の製本版で発行された。現在では、ほとんどの場合、シート単体で販売されている。
- ヨーロッパ：フレームには2つの彫像、10のメダイヨンの肖像画、10の紋章が含まれている。前景には数人のケルビムがおり、その後ろにはガロ・ローマのドレスを着た羊飼いと農夫が立っている。上部にはおそらく王または皇帝らしき人物が肘掛椅子に座っている。
- アフリカ：地図にはアフリカ大陸に関する詳細がいくつか含まれている。装飾はエジプト、野生動物、先住民、アルジェリアのフランス軍、アレクサンドリアやカイロ、アルジェの景色やピラミッドが描かれている。
- アジア：装飾には、さまざまなエキゾチックな動物、アダムとイヴのほか民族衣装をまとったさまざまな部族の10のビネットが示されている。

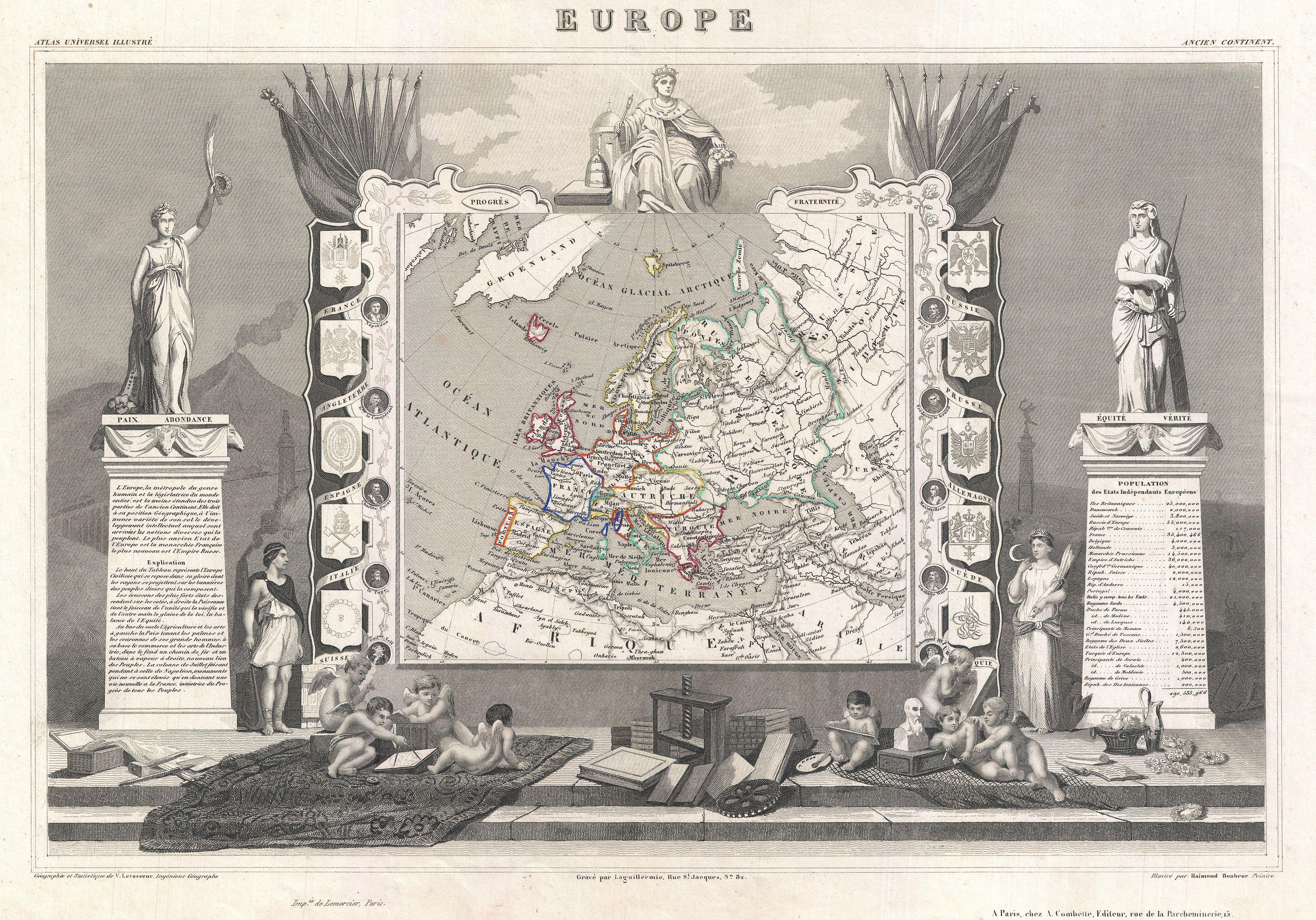
ヨーロッパ
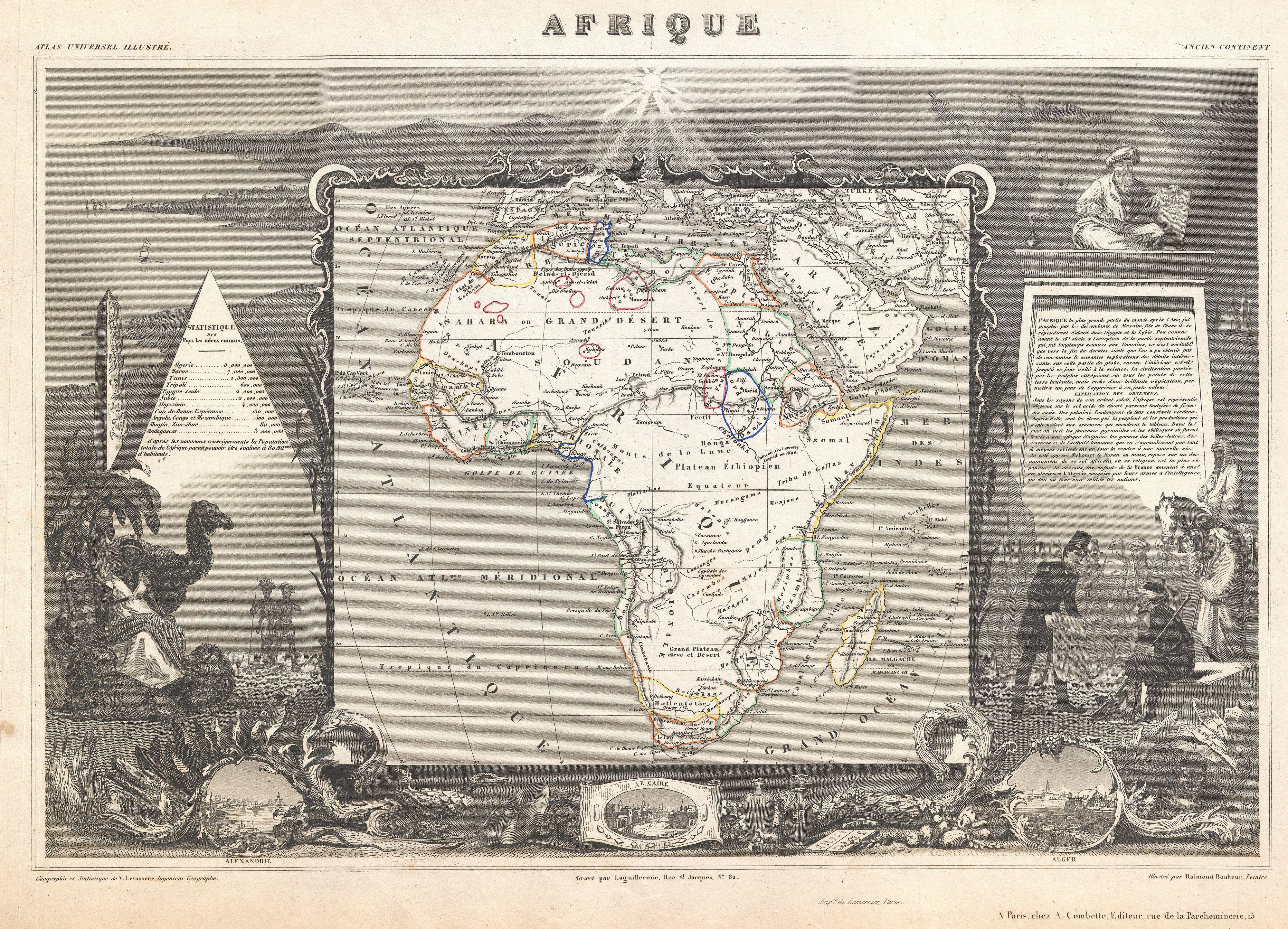
アフリカ
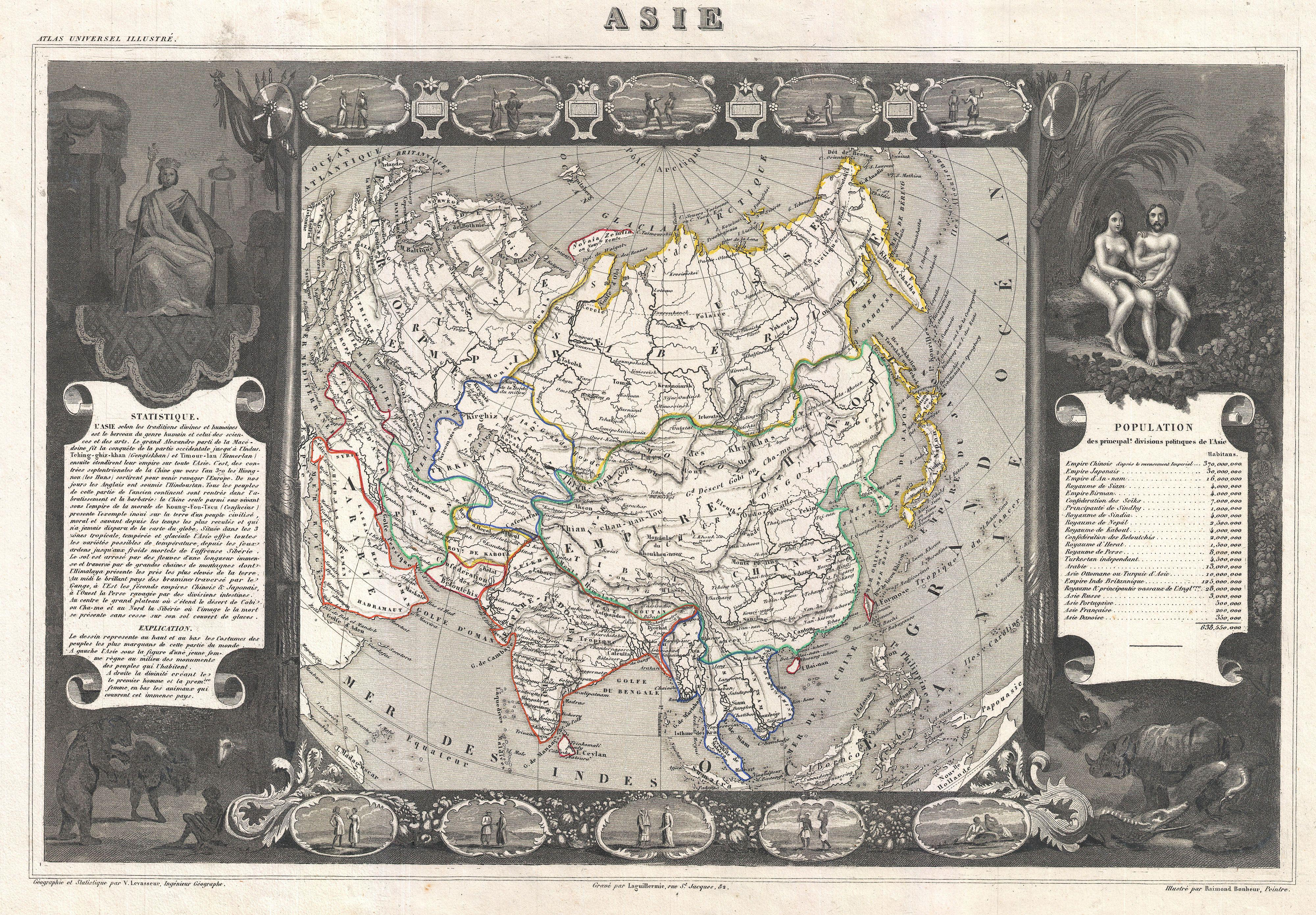
アジア

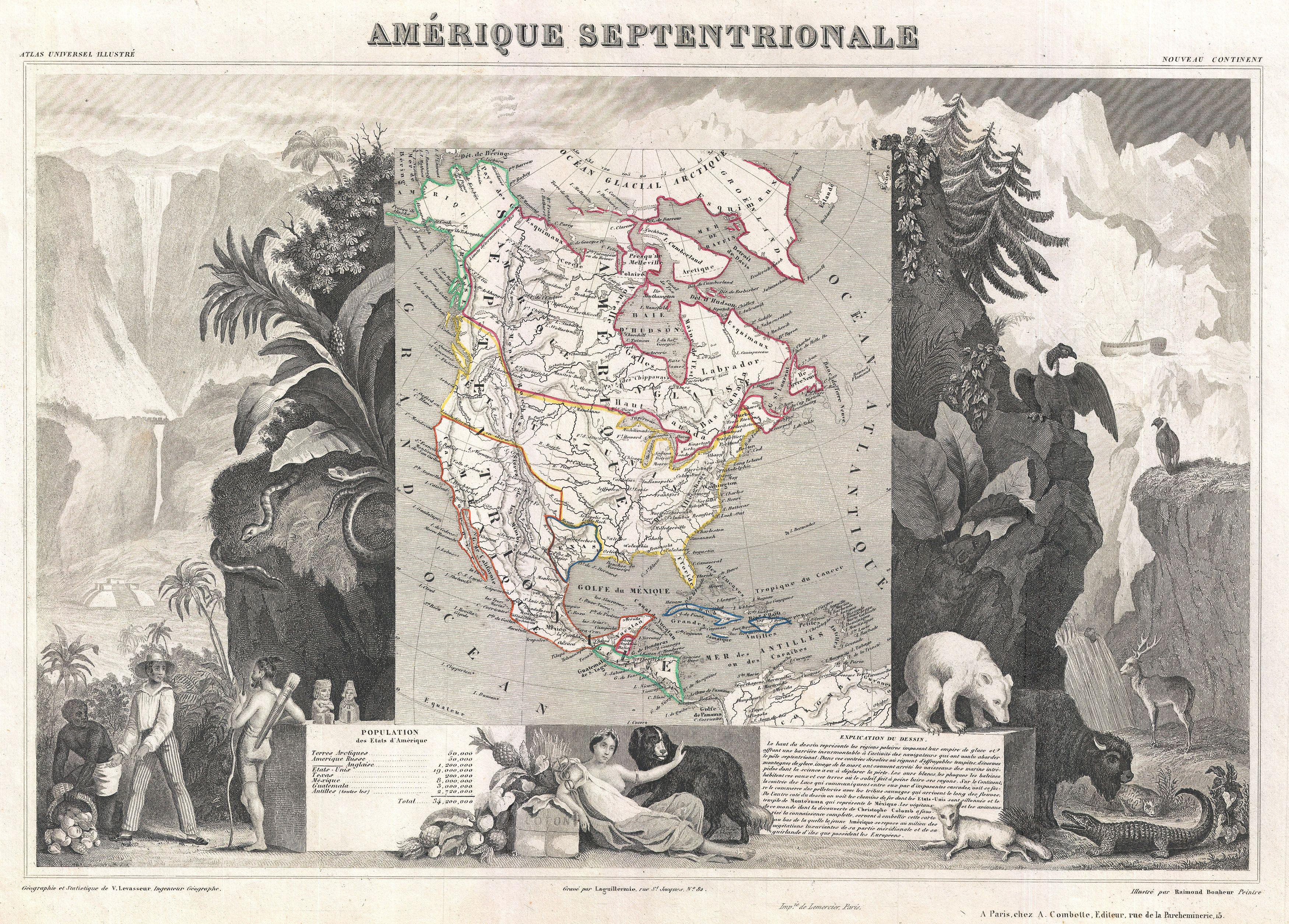
北アメリカ
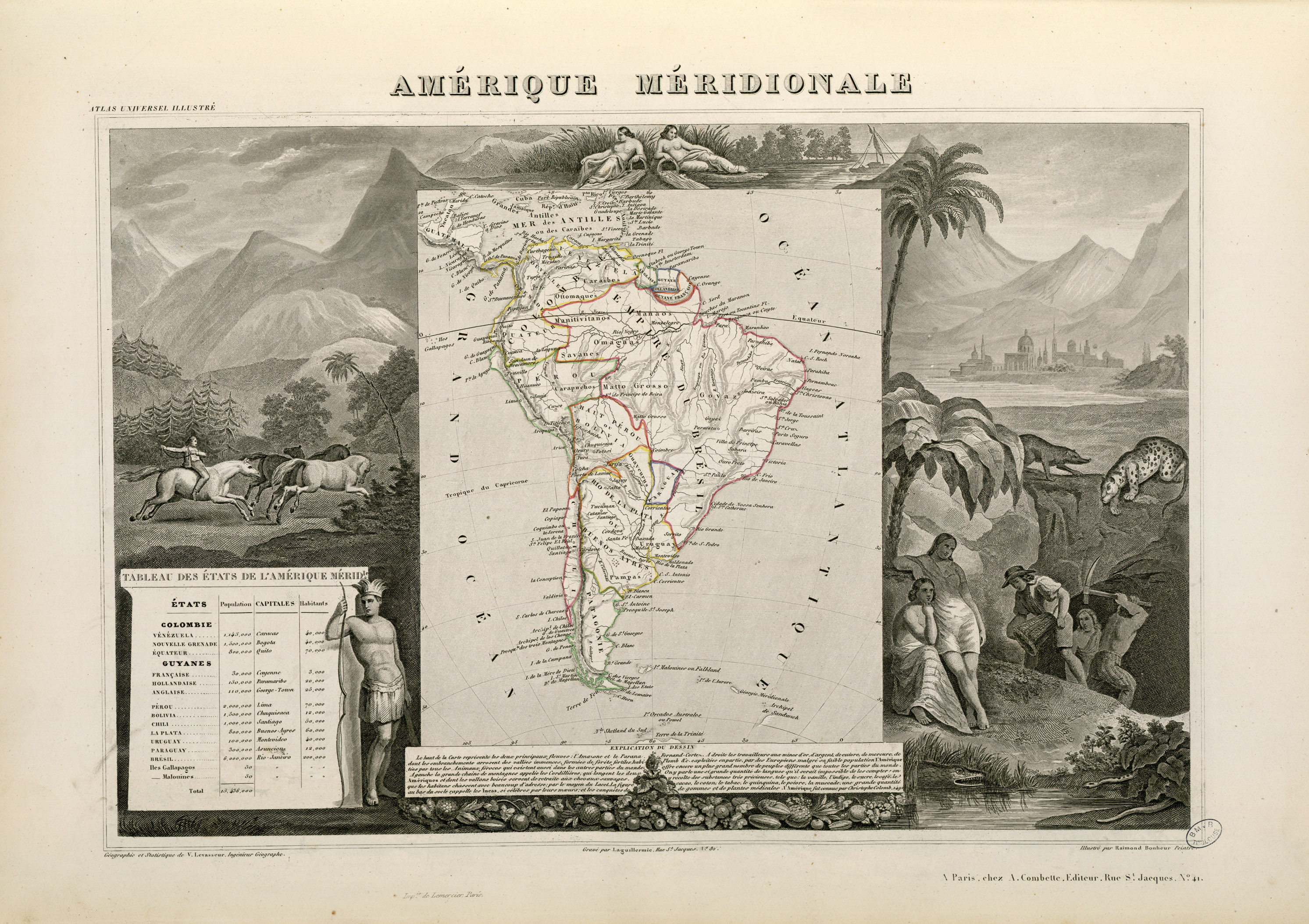
南アメリカ
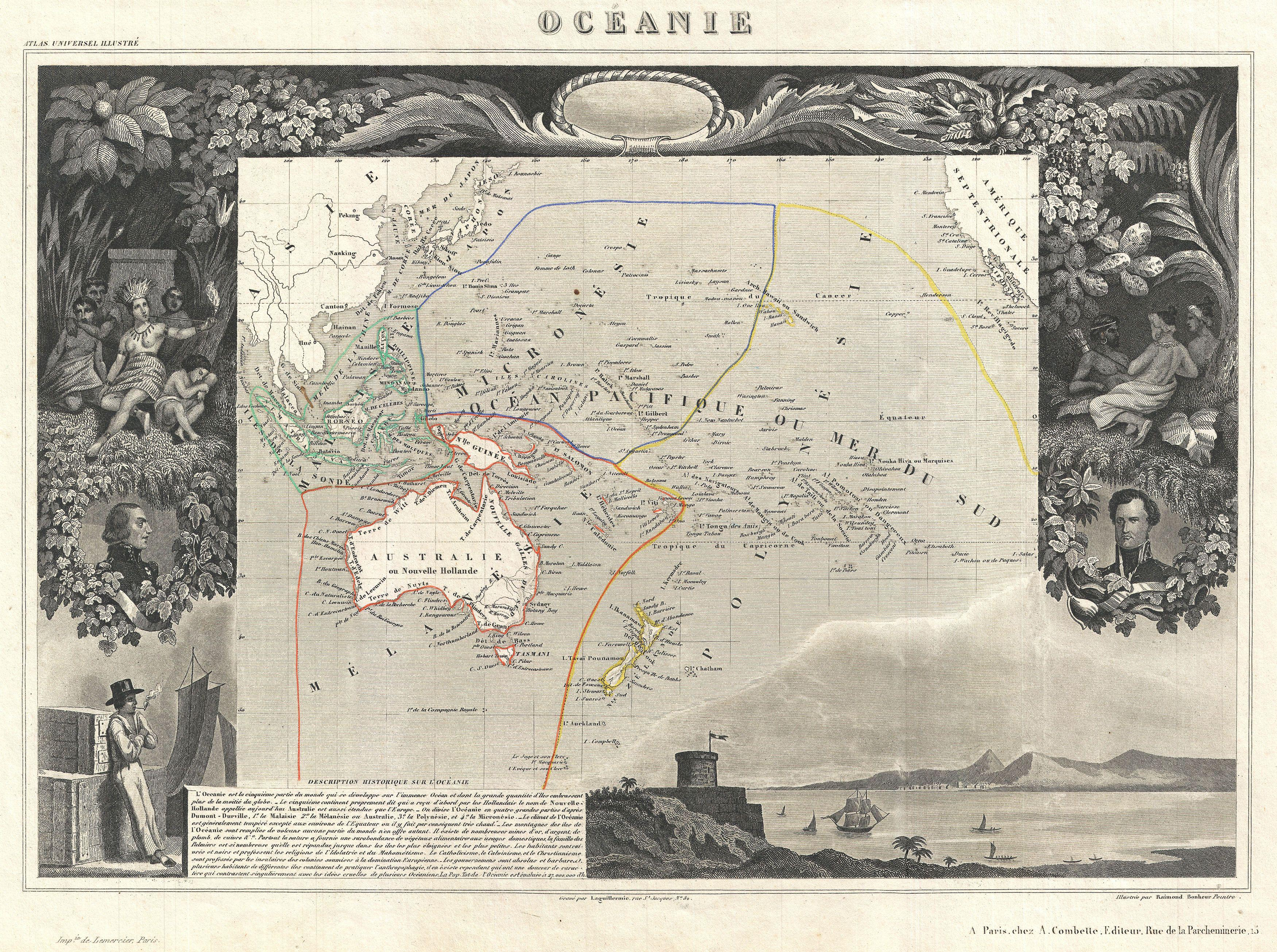
オセアニア

- 北アメリカ：テキサス州はここでは共和国であり、アメリカは現在のカナダの一部まで拡張され、ロシアはアラスカを支配し、メキシコの国境は現在よりもさらに北に位置している（パリ条約関連）。装飾には現地の動物とアフリカの入植者、労働者が描かれている。背景にはマヤ寺院と極地の氷に閉じ込められたボートがある。
- 南アメリカ：地図の周りには、インディアン、ウマ、在来動物、トロピカルフルーツ、鉱夫が描かれている。
- オセアニア：この地図は、オーストラリア、ニュージーランド、南アジアを含む南太平洋の大部分をカバーしている。ここでの装飾はこの地域の原住民とフランスの探検家の肖像画を表しており、ビネットは貿易港を示している。なお、このシートはV. Levasseurの署名がない唯一のものである。

### メルカトル式地図
*タイトル画像を参照

この地図は円筒図法を使用して描画されている。おもな大陸はよく描かれているが、2つの極は不完全であり、そこに広大な海があることが示唆されている。ただし、南極大陸の海岸の一部は表示されている。シートの周りの装飾には季節を表す4つのビネットが含まれている。上の部分はアダムとイヴを示し、下の部分はイエス・キリストが肘掛椅子に座り、十字架を背負っていることを示している。他のさまざまの装飾は神話上のキャラクターを示している。

## 出版

### タイトル履歴
- 1833年 : Atlas Classique Universel de Géographie Ancienne et Moderne
- 1842年 : Atlas Illustré
- 1845年以降：Atlas National Illustré

### 発行
1842年以降、パリの3つの出版社から発行されている
- Binet et A. Combette：1842-1844年
- Amable Combette：1845-1857年 - 1845年に初の完全版を発行
- Pelissier：1859-1872年 - コンベット社の破産後、 1858年12月23日に版権を購入した。